# Estatua de Rolando (Bremen)
La Estatua de Rolando (o Roldán) de la ciudad de Bremen es una estatua localizada en la Plaza del Mercado (Marktplatz), frente al Ayuntamiento de Bremen, Alemania. En el año 2004, fue nombrada, junto con el edificio del ayuntamiento, Patrimonio de la Humanidad por la Unesco.
La estatua mide 5,47 metros de altura y está sobre un pedestal de 60 cm de alto. La espalda de la estatua descansa en una columna de apoyo coronada por un baldaquino. Con la columna y el pedestal el monumento alcanza una altura total de 10,21 metros. La estatua está hecha de piedra caliza y la columna de piedra arenisca que ha sido coloreada. Rolando sostiene la espada Durandarte, símbolo de justicia.
Existen estatuas de Rolando en varias ciudades del Sacro Imperio Romano Germánico como símbolo de los derechos de las ciudades.

## Historia
La primera estatua de Rolando era de madera y en mayo de 1366 fue quemada por los guerreros del arzobispo de Bremen. En el año 1404 la ciudad obtuvo una nueva estatua de Rolando, esta vez de piedra. Según una entrada en un libro de cuentas encontrado en el ayuntamiento en 1822, fue hecha por los canteros Claws Zeelleyher y Jacob Olde por 170 marcos de Bremen.
Con documentos falsificados, los ciudadanos de Bremen se arrogaron el derecho de agregar el escudo imperial a la estatua. El escudo contiene el águila imperial bicéfala, con una inscripción en el borde que anuncia la libertad concedida por Carlomagno a la ciudad. La inscripción completa es la siguiente:

vryheit do ik ju openbar / d' karl vnd mēnich vorst vorwar / desser stede ghegheuen hat / des danket god' is mī radt

(La libertad os anuncio / que Carlomagno y otros príncipes / han dado a esta ciudad / darle gracias a Dios es mi consejo)

Durante la ocupación francesa en el siglo XIX, Napoleón quería llevar la estatua al museo del Louvre como trofeo, pero los ciudadanos de Bremen lograron convencerlo de su poco valor artístico. La estatua ha sido restaurada en varias ocasiones. Durante la Segunda Guerra Mundial la estatua fue amurallada en su totalidad para protegerla de las bombas. En 1983 se le agregó nuevamente una cerca de hierro forjado, como la había tenido hasta 1939. Ese mismo año se le puso una cabeza nueva. La vieja está en el museo Focke de Bremen.
Existe controversia acerca de si la estatua de Rolando de Bremen es la estatua de Rolando más antigua, ya que se menciona una en la ciudad de Hamburgo en 1342. Lo que no está en duda es que desde 1404 el Rolando de Bremen ha sido un símbolo de independencia y orgullo ciudadano de la ciudad hanseática de Bremen.

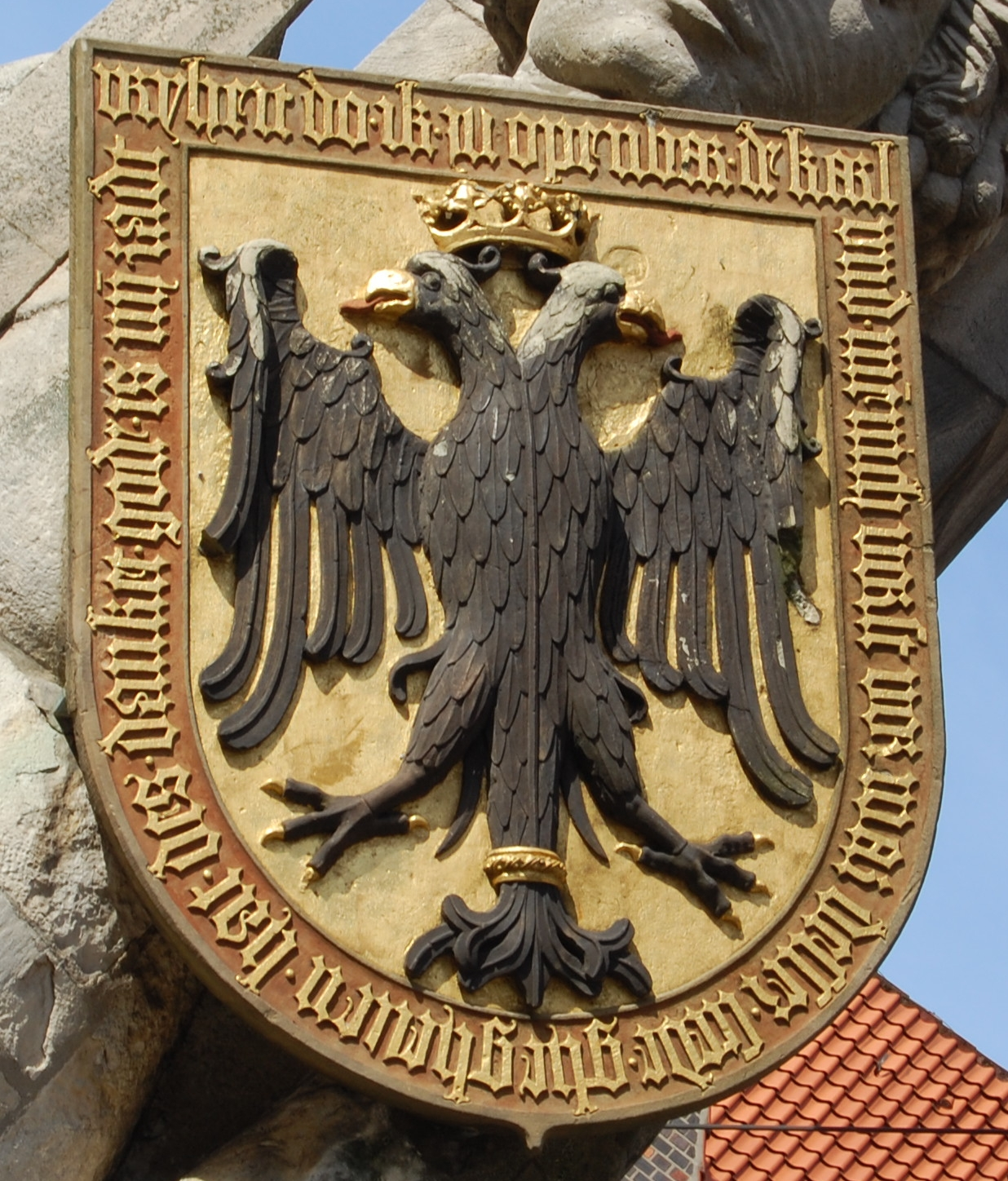
Detalle del escudo.
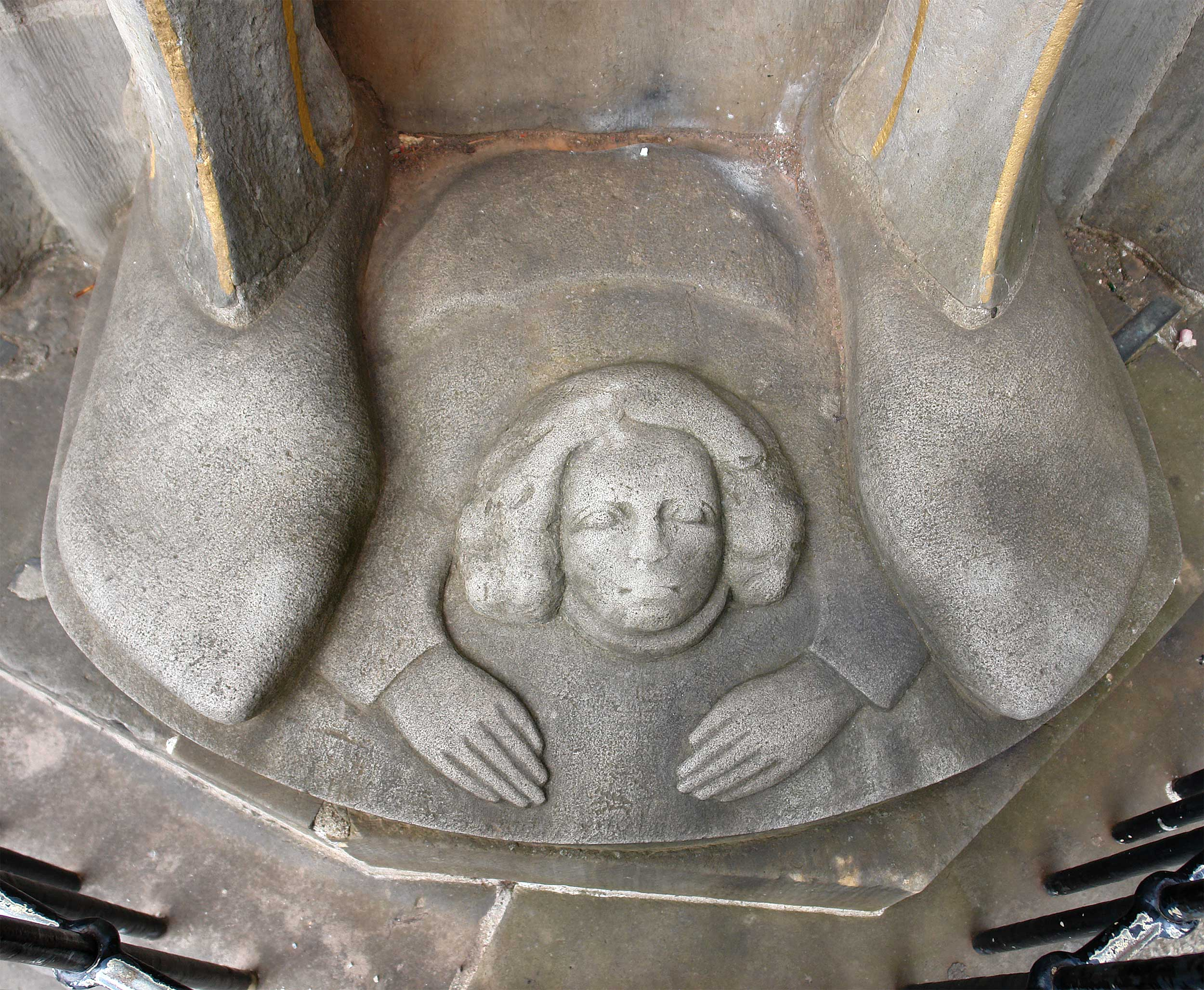
Detalle de la base de la estatua.
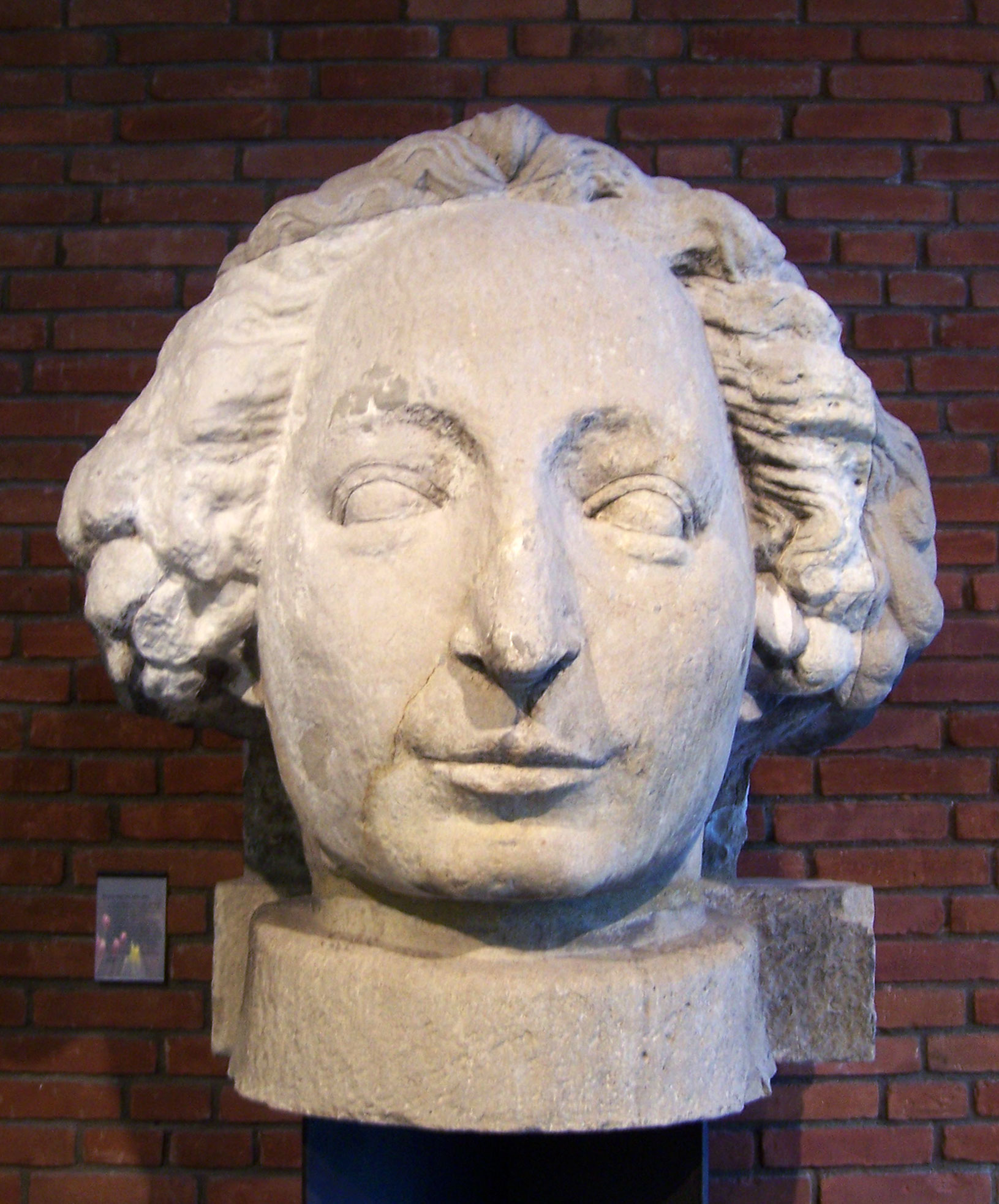
Cabeza original en el museo Focke.
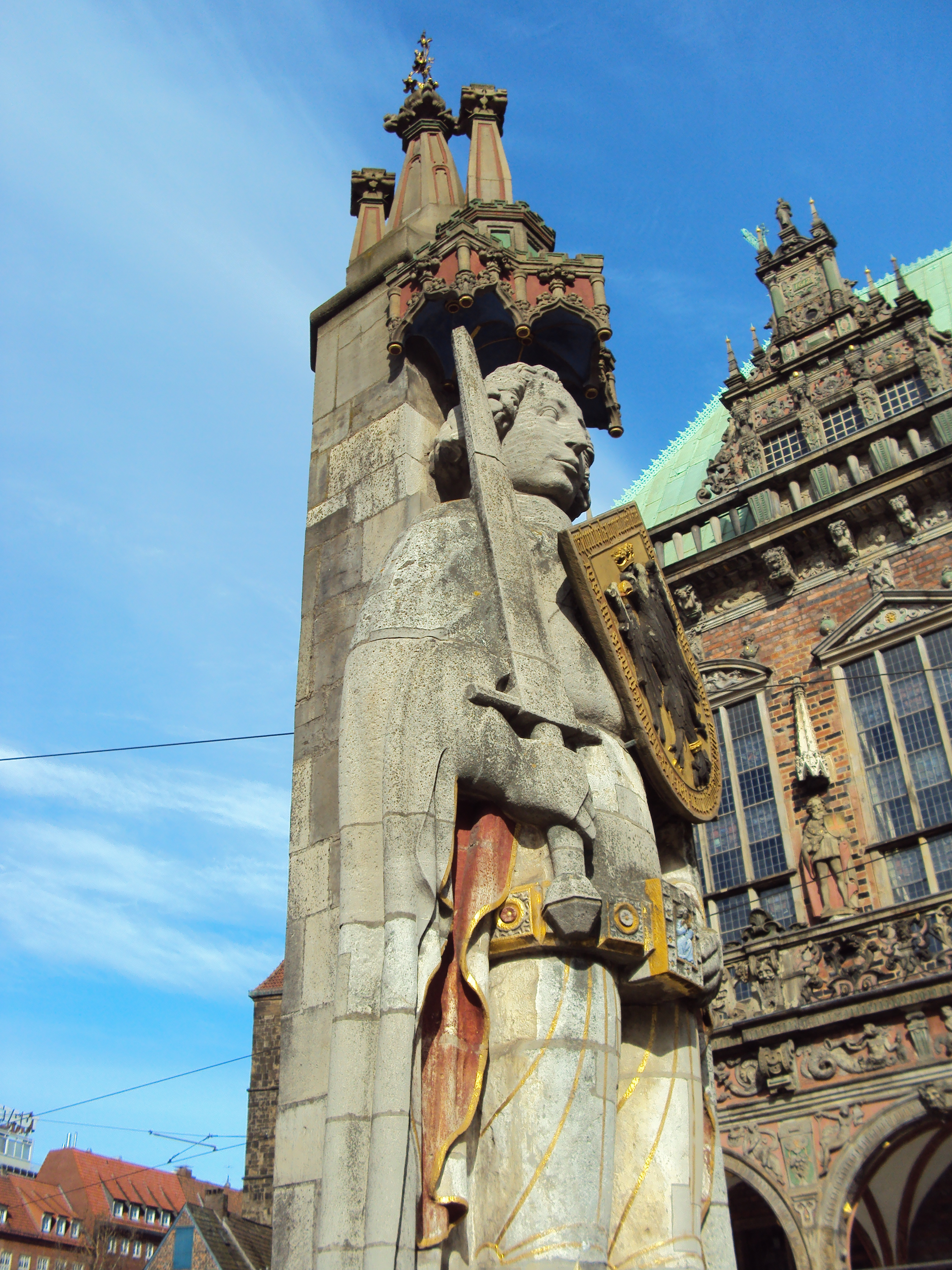
Imagen de la estatua desde otra perspectiva.

## Leyenda
Según la leyenda, la ciudad de Bremen permanecerá libre e independiente mientras la estatua de Rolando esté en pie. Por esta razón existe una copia exacta de la estatua en los sótanos del ayuntamiento, que puede ser alzada rápidamente en caso de que la original caiga.

## Copias
- Existe una copia de madera de 1,5 metros en la iglesia de Zion en el barrio de Brooklyn en Nueva York. Fue un regalo de la ciudad de Bremen en 1890 a sus antiguos ciudadanos que habían encontrado una nueva patria en Nueva York.

- La ciudad de Bremen regaló a la ciudad de Quito, Ecuador, una copia reducida para celebrar su 445º aniversario. Está en la Avenida Amazonas de esa ciudad.

- El japonés Atsuo Nishi construyó una copia exacta para su parque recreacional en Obihiro, Hokkaidō.

- Desde el año 2004 hay una copia en miniatura en el parque de la ciudad de Belgern, en Sajonia.

- La ciudad brasileña de Rolândia en el estado de Paraná, fundada en 1932 por emigrantes alemanes, obtiene su nombre del Rolando de Bremen.